# اس‌اس ارونین
اس‌اس ارونین (به انگلیسی: SS Arvonian) یک کشتی بود که طول آن ۳۳۱ فوت ۳ اینچ (۱۰۰٫۹۷ متر) بود. این کشتی در سال ۱۹۰۵ ساخته شد.